# Западное Кончезеро
Западное Ко́нчезеро (карел. Kendärvi) — деревня в составе Кончезерского сельского поселения Кондопожского района Республики Карелия Российской Федерации.

## Общие сведения
Расположена на северо-западном берегу озера Кончезеро.

## Население
| 2002 | 2009 | 2010 | 2013 |
| ---- | ---- | ---- | ---- |
| 15   | ↗18  | ↘14  | ↘12  |